# Leslie Feinberg
Leslie Feinberg (1 de septiembre de 1949 - 15 de noviembre de 2014) fue une lesbiana estadounidense, activista transgénero, comunista y escritora. Feinberg fue autora de Stone Butch Blues en 1993. Sus escritos, en particular Stone Butch Blues y su libro pionero de no ficción Transgender Warriors de 1996 sentaron las bases para gran parte de la terminología y la conciencia sobre los estudios de género y fueron fundamentales para llevar estos temas a una audiencia más convencional.

## Inicios
Feinberg nació en Kansas City, Misuri y se crio en Búfalo, Nueva York, en una familia judía de clase trabajadora. A los catorce años de edad, empezó a trabajar en una tienda de rótulos en unas galerías comerciales. Feinberg finalmente dejó la Bennett High School, aunque oficialmente recibió un diploma. Feinberg comenzó a frecuentar bares gays en Búfalo y trabajó principalmente en empleos temporales y con bajos salarios, incluyendo lavar platos, limpiar barcos de carga, como intérprete de lengua de signos, introduciendo datos médicos, en una fábrica de tubos de PVC y en encuadernación de libros.

## Carrera
Cuando Feinberg llegó a la veintena, conoció a miembros del Workers Work Party en una manifestación por los derechos sobre los territorios y la autodeterminación de los palestinos y se unió a la sección del partido en Búfalo. Tras mudarse a la ciudad de Nueva York, Feinberg participó en manifestaciones antibelicistas, antirracistas y pro-obreros en nombre del partido durante muchos años, incluida la Marcha Contra el Racismo (Boston, 1974), una gira nacional sobre el VIH / SIDA (1983–84) y una movilización contra los miembros del KKK (Atlanta, 1988).
Feinberg comenzó a escribir en la década de  los 70. Como miembro del Partido Workers World, editaba la página de presos políticos del periódico del partido durante quince años, y en 1995, se había convertido en jefa de redacción.
La primera novela de Feinberg, Stone Butch Blues  (1993), ganó el Premio Literario Lambda y el Premio del Libro Gay y Lesbiano de la Asociación Americana de Bibliotecas de 1994. Si bien existen paralelismos con las experiencias de Feinberg como lesbiana de clase trabajadora, la obra no es una autobiografía. Su segunda novela, Drag King Dreams, fue lanzada en 2006.
Su obra de no ficción incluye los libros Trans Liberation y Beyond Pink or Blue en 1992, y Transgender Warriors: Making History from Joan of Arc to Dennis Rodman in 1996. En 2009, publicó Rainbow Solidarity in Defense of Cuba, una recopilación de 25 artículos periodísticos.
En Transgender Warriors, Feinberg define "transgénero" como un paraguas muy amplio, que incluye a todas las "personas que cruzan los límites culturales del género"  incluidas las marimachos, las mujeres que se hacían pasar por hombres solo para encontrar trabajo o sobrevivir durante la guerra (passing women) y drag queens.
Los escritos de Feinberg sobre la historia LGBT, "Lavender & Red", aparecieron con frecuencia en el periódico Workers World. Feinberg recibió un doctorado honorario de la Escuela Starr King para el Ministerio por su trabajo por la justicia social y transgénero.
En junio de 2019, Feinberg fue une de los cincuenta "pioneros, precursores y héroes" inaugurales estadounidenses que participaron en el Muro Nacional de Honor LGBTQ dentro del Monumento Nacional Stonewall (SNM) en el Stonewall National Monument de la ciudad de Nueva York. El SNM es el primer monumento nacional de los EE. UU. dedicado a los derechos e historia LGBTQ y la inauguración del muro se programó para conmemorar el 50 aniversario de los disturbios de Stonewall .

## Enfermedad
En 2008, a Feinberg le diagnosticaron la enfermedad de Lyme, una enfermedad transmitida por las garrapatas. Feinberg ha escrito que las infecciones se produjeron por primera vez en la década de 1970, cuando había un conocimiento limitado relacionado con tales enfermedades y que se sentía reacia a tratar con profesionales médicos durante muchos años debido a su identidad transgénero. Por estas razones, no recibió tratamiento hasta muchos años después. En la década de 2000, Feinberg creó arte y blogueó sobre sus enfermedades con un enfoque hacia el arte de la discapacidad y la conciencia de clase .

## Uso del pronombre
Feinberg declaró en una entrevista en 2006 que sus pronombres preferidos variaban según el contexto: 
La viuda de Feinberg escribió en su declaración sobre la muerte de Feinberg que a Feinberg realmente no le importaba qué pronombres usaba una persona para dirigirse a ella: "Ella prefería usar los pronombres she / zie y her / hir para sí misma, pero también dijo: 'Me importa qué pronombre se usa, pero la gente me ha sido respetuosa con el pronombre equivocado e irrespetuoso con el correcto. Importa si alguien está usando el pronombre como intolerante o si están tratando de demostrar respeto. '  

## Vida personal
Feinberg se describió a sí misma como "una comunista antirracista blanca, de clase trabajadora, judía secular, transgénero, lesbiana, feminista y revolucionaria".
Según Julie Enszner, una amiga de Feinberg, Feinberg a veces "pasó" como hombre por razones de seguridad.
La esposa de Feinberg, Minnie Bruce Pratt, es profesora en la Universidad de Syracuse en Syracuse, Nueva York . Feinberg y Pratt se casaron en Nueva York y Massachusetts en 2011. A mediados y finales de la década de 1990 asistieron juntos a Camp Trans . 
Feinberg murió el 15 de noviembre de 2014 complicaciones por infecciones transmitidas por garrapatas, incluyendo la enfermedad de Lyme crónica, que sufría desde 1970. Se dice que las últimas palabras de Feinberg fueron: "¡Acelerad la revolución! Recordadme como comunista revolucionaria".  

## Libros de Leslie Feinberg
- Transgender Liberation: A Movement Whose Time Has Come. World View Forum, 1992. ISBN 0-89567-105-0.
- Stone Butch Blues. San Francisco: Firebrand Books, 1993. ISBN 1-55583-853-7.
- Transgender Warriors: Making History from Joan of Arc to Dennis Rodman. Boston: Beacon Press, 1996. ISBN 0-8070-7941-3.
- Trans Liberation: Beyond Pink or Blue. Beacon Press, 1999. ISBN 0-8070-7951-0.
- Drag King Dreams. New York: Carroll & Graf, 2006. ISBN 0-7867-1763-7.
- Rainbow Solidarity in Defense of Cuba. New York: World View Forum, 2009. ISBN 0-89567-150-6.

## Otras lecturas
- Lavender & Red, las columnas de Feinberg en Worker's World
- Bibliografía Académica Parcial por MR Cook
- Currículum parcial